# Tadeusz Mikutel
Tadeusz Mikutel (ur. 17 stycznia 1963 w Kędzierzynie-Koźlu) – polski pilot wojskowy; generał broni Wojska Polskiego; doktor nauk technicznych (2015); dowódca 7 eskadry lotnictwa taktycznego (2000–2001); dowódca 3 Skrzydła Lotnictwa Transportowego (2010–2011); zastępca Dowódcy Operacyjnego Rodzajów Sił Zbrojnych (2017–2020); w latach 2020–2022 I zastępca szefa Sztabu Generalnego Wojska Polskiego.

## Życiorys

### Wykształcenie
Absolwent Wyższej Oficerskiej Szkoły Lotniczej (Szkoła Orląt) w Dęblinie (1985); kurs przeszkolenia technicznego personelu latającego (1987); kurs dowódców kluczy i szefów służb eskadr lotniczych w Wyższej Oficerskiej Szkole Lotniczej w Dęblinie (1989); wyższe studia dowódczo-sztabowe na wydziale Wojsk Lotniczych i Obrony Powietrznej, tytuł oficera dyplomowanego w Akademii Obrony Narodowej w Warszawie (1992–1994); Canadian School of Aerospace Studies (Winnipeg, Kanada), kurs sztabowy oficerów Sił Powietrznych (Royal Canadian Air Force Staff Course – 1996); kurs taktyczno-operacyjny dla dowódców oddziałów w Akademii Obrony Narodowej w Warszawie (1997); kurs taktyczno-operacyjny integracji z NATO w Akademii Obrony Narodowej w Warszawie (2002), studia podyplomowe polityki obronnej w Akademii Wojennej Wojsk Lotniczych (Air War College) w Maxwell – USA, tytuł magistra studiów strategicznych (2008); stopień naukowy doktora w dziedzinie nauk technicznych na wydziale Maszyn Roboczych i Transportu Politechniki Poznańskiej (2015).

### Służba wojskowa
Tadeusz Mikutel syn Józefa, zawodową służbę rozpoczął w 1985 na stanowisku pilota w 45 pułku lotnictwa myśliwsko-bombowego w Babimoście. W 1987 został skierowany do Piły, gdzie objął funkcję starszego pilota w 6 pułku lotnictwa myśliwsko-bombowego. W 1989 zostaje dowódcą klucza lotniczego w 6 pułku lotnictwa myśliwsko-bombowego. Następnie w tym samym pułku awansuje na szefa rozpoznania powietrznego eskadry i jest nim do 1991. W tym samym roku został wyznaczony na zastępcę dowódcy eskadry. Po ukończeniu studiów z wyróżnieniem, w 1994 powraca do Piły sprawując funkcję nawigatora-programisty w 6 pułku lotnictwa myśliwsko-bombowego. W 1995 zostaje dowódcą eskadry w 6 plmb. W 1997 przeniesiony do Powidza obejmuje stanowisko zastępcy dowódcy pułku ds. szkolenia w 7 pułku lotnictwa bombowo-rozpoznawczego i jest nim do 1999. W okresie tym tworzył 7 eskadrę lotnictwa taktycznego – pierwszą polską jednostkę lotniczą spełniającą standardy NATO. W roku 1998 znalazł się w pierwszej dziesiątce polskich pilotów szkolonych w Siłach Powietrznych Królestwa Danii według procedur NATO na samolotach T-17 oraz F-16.
Z dniem 1 stycznia 2000 został wyznaczony na dowódcę nowo powołanej jednostki lotniczej o profilu myśliwsko-bombowym – 7 eskadry lotnictwa taktycznego w Powidzu, która została wydzielona do sił szybkiego reagowania NATO. W tym samym roku znalazł się w pierwszej czwórce polskich pilotów, którzy szkoleni przez instruktorów z USA, Wielkiej Brytanii i Kanady – według programu Osiągania Zdolności Bojowej do osiągnięcia statusu gotowości do działań „Combat Ready”, realizując roczny nalot 120 godzin – był w gronie pierwszych polskich pilotów z uprawnieniami do lotów w ramach sił NATO według procedur NATO-TACEVAL. Znalazł się w pierwszej trójce polskich pilotów, którzy zdobywali uprawnienia instruktorskie, w celu szkolenia pozostałej części eskadry. W 2000 jako dowódca 7 elt był organizatorem i współorganizatorem międzynarodowych ćwiczeń pod kryptonimem: „Cooperative Banners 2000” i „NATO Air Meet 2000”. W lipcu 2001 zdał obowiązki dowódcy 7 elt i zostaje przeniesiony do Wrocławia, gdzie obejmuje funkcję zastępcy szefa oddziału Wojsk Lotniczych – szef wydziału operacyjnego w 3 Korpusie Obrony Powietrznej. W latach 2003–2005 służył w Kwaterze Głównej Sojuszniczych Sił Zbrojnych NATO w Europie (Supreme Headquarters Allied Powers Europe – SHAPE) na stanowisku starszego specjalisty ds. Sił Powietrznych w Polskim Narodowym Przedstawicielstwie Wojskowym w pobliżu miejscowości Mons w Belgii. Następnie pozostawał w rezerwie kadrowej szefa Sztabu Generalnego Wojska Polskiego.
Z dniem 1 października 2005 został wyznaczony na stanowisko dowódcy 33 Bazy Lotniczej w Powidzu, którym był do maja 2007. 4 sierpnia 2008, po studiach w USA, decyzją ministra obrony narodowej Bogdana Klicha został wyznaczony na stanowisko w strukturach sił powietrznych – dowódcy 3 Brygady Lotnictwa Transportowego, które w stopniu pułkownika objął w obecności dowódcy Sił Powietrznych gen. broni pil. Andrzeja Błasika. 8 listopada 2008 prezydent RP Lech Kaczyński mianował go generałem brygady (akt mianowania odebrał 11 listopada 2008). Obowiązki dowódcy 3 BLTr pełnił do 31 grudnia 2008. 1 stycznia 2009 po przeformowaniu 3 Brygady Lotnictwa Transportowego w 3 Skrzydło Lotnictwa Transportowego zostaje dowódcą sformowanego 3 SLTr w Powidzu. Zajmował się między innymi procesem wdrażania w Siłach Powietrznych programu eksploatacji samolotów transportowych C-130E Hercules, które przyjął do użytkowania 24 marca 2009, a kolejne samoloty C-130E w roku 2010. Przygotowywał, a potem prowadził reorganizację 3 SLTr.
12 maja 2010 w Luksemburgu został wybrany na przewodniczącego NATO-wskiego komitetu zarządzającego programem SALIS (Program Strategicznego Transportu Lotniczego) i po rocznej kadencji 5 maja 2011 w Krakowie po raz ostatni przewodniczył przekazując funkcję przewodniczącego programu SALIS dla przedstawiciela Belgii. 8 marca 2011 zdał obowiązki dowódcy 3 Skrzydła Lotnictwa Transportowego. Z dniem 15 marca 2011 zostaje przeniesiony do Świdwina, gdzie do 7 września 2015 sprawował obowiązki dowódcy 1 Skrzydła Lotnictwa Taktycznego. 3 lutego 2015 obronił pracę doktorską (tytuł rozprawy doktorskiej: Wielokryterialna ocena samolotów transportowych dla Sił Powietrznych RP) na Politechnice Poznańskiej i uzyskał stopień doktora w dziedzinie nauk technicznych. We wrześniu 2015 objął w Warszawie funkcję szefa sztabu Dowództwa Operacyjnego Rodzajów Sił Zbrojnych. W 2017 awansuje na zastępcę Dowódcy Operacyjnego Rodzajów Sił Zbrojnych. 1 sierpnia 2018 został mianowany na stopień generała dywizji (akt mianowania odebrał 15 sierpnia 2018 od prezydenta RP Andrzeja Dudy). 23 grudnia 2019 minister obrony narodowej Mariusz Błaszczak wręczył mu nominacje na stanowisko służbowe I zastępcy szefa Sztabu Generalnego Wojska Polskiego z dniem 20 stycznia 2020. 1 marca 2020 awansowany na stopień generała broni. Akt mianowania odebrał z rąk prezydenta RP Andrzeja Dudy w trakcie obchodów Narodowego Dnia Pamięci „Żołnierzy Wyklętych”. Od 26 września 2022 dyspozycja Dyrektora Departamentu Kadr – LAW. Z dniem 17 stycznia 2023, po ponad 41 latach, zakończył zawodową służbę wojskową. Został pożegnany przez szefa sztabu Generalnego Wojska Polskiego Rajmund Andrzejczak, który podczas uroczystej zbiórki w podziękowaniu za wieloletnią służbę wyróżnił generała Tadeusza Mikutela pamiątkowym ryngrafem Sztabu Generalnego WP.
Pilot klasy mistrzowskiej o łącznym nalocie ponad 1650 godzin oraz instruktor wykonujący loty na samolotach Su-22. Jego zainteresowania to książki, w tym o lotnictwie, historia lotnictwa, sport (siatkówka).

## Awanse[6]
- podporucznik – 1985
- porucznik – 1988
- kapitan – 1991
- major – 1996
- podpułkownik – 2000
- pułkownik – 2005
- generał brygady – 2008[46]
- generał dywizji – 2018[39]
- generał broni – 2020[47]

## Ordery, odznaczenia i wyróżnienia[6][7]
- Złoty Krzyż Zasługi – 2019[48]
- Brązowy Krzyż Zasługi – 1997[49]
- Lotniczy Krzyż Zasługi – 2009[50]
- Srebrny Medal za Długoletnią Służbę – 2012
- Złoty Medal „Siły Zbrojne w Służbie Ojczyzny” – 2011
- Srebrny Medal „Siły Zbrojne w Służbie Ojczyzny” – 2001
- Brązowy Medal „Siły Zbrojne w Służbie Ojczyzny” – 1990
- Złoty Medal „Za zasługi dla obronności kraju” – 2009
- Srebrny Medal „Za zasługi dla obronności kraju” – 2004
- Brązowy Medal „Za zasługi dla obronności kraju” – 1992
- Medal „W służbie Bogu i Ojczyźnie”
- Medal „Pro Patria” – 2022[51]
- Odznaka pamiątkowa The Air University Badge – 2008[52]
- Odznaka pamiątkowa 7 pułku lotnictwa bombowo-rozpoznawczego – 1997, ex officio
- Odznaka pamiątkowa 7 eskadry lotnictwa taktycznego – 2000, ex officio
- Odznaka pamiątkowa 33 Bazy Lotniczej – 2005, ex officio
- Odznaka pamiątkowa PNPW przy Supreme Headquarters Allied Powers Europe (SHAPE) – 2005
- Odznaka pamiątkowa 3 Brygady Lotnictwa Transportowego – 2008, ex officio
- Buzdygan Honorowy – 11 listopada 2008[23]
- Odznaka pamiątkowa 3 Skrzydła Lotnictwa Transportowego – 2010, ex officio
- Odznaka pamiątkowa 1 Skrzydła Lotnictwa Taktycznego – 2011, ex officio
- Odznaka Honorowa Sił Powietrznych – 2011[f]
- Srebrny Medal za Zasługi dla Policji – 2013
- „Buzdygan” Polski Zbrojnej – 1999[g][54]
- „Błękitne Skrzydła” – 2014[h][55]
- Odznaka tytułu honorowego „Zasłużony Pilot Wojskowy” – 2013[1]
- Odznaka pamiątkowa Dowództwa Operacyjnego Rodzajów Sił Zbrojnych – 2017, ex officio
- Złota Odznaka Stowarzyszenia Seniorów Lotnictwa Wojskowego RP – 2014[56].
- Złoty Krzyż Zasługi pilskiego oddziału Stowarzyszenia Seniorów Lotnictwa Wojskowego RP – 2020[57].
- Odznaka Honorowa Gryfa Zachodniopomorskiego – 2015[58]
- Medal pamiątkowy 25-lecia związku ZW NSZZ Policjantów Pomorza Zachodniego – 2015[58]
- Odznaka pamiątkowa Sztabu Generalnego WP – 2020, ex officio
- Odznaka Pilota Wojskowego
- Odznaka skoczka spadochronowego wojsk lotniczych

i inne medale, odznaczenia, wyróżnienia